# Huitième circonscription des Alpes-Maritimes
La huitième circonscription des Alpes-Maritimes est l'une des neuf circonscriptions législatives du département des Alpes-Maritimes en France. Elle s'étend sur le sud-ouest du département, près du littoral, regroupant les communes de Cannes, Mandelieu-la-Napoule, Théoule-sur-Mer et une partie de Vallauris. Elle est représentée dans la XVIIe législature par Alexandra Martin, députée Les Républicains-Nouvelle Énergie, siégeant dans le groupe Droite républicaine.

## Description géographique et démographique

### Historique

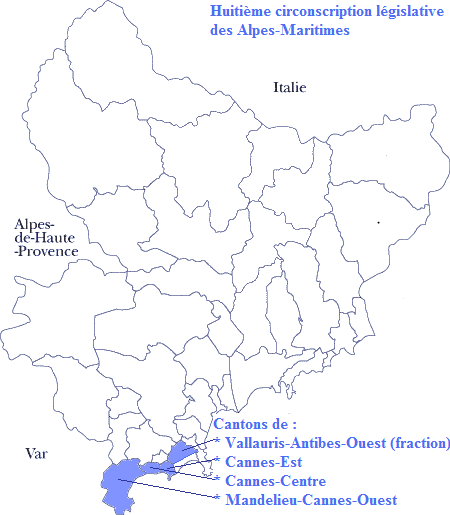
Carte de la circonscription selon le redécoupage de 1986 avec les anciens cantons en vigueur alors.

La circonscription est créée lors du redécoupage des circonscriptions de 1986 qui entre en vigueur lors des élections législatives de 1988 et qui crée trois nouvelles circonscriptions dans les Alpes-Maritimes. Elle regroupe la ville de Cannes et ses environs (qui étaient auparavant englobés dans la cinquième circonscription), et inclut les anciens cantons suivants :
- Canton de Cannes-Centre
- Canton de Cannes-Est
- Canton de Mandelieu-Cannes-Ouest.

En 2009, la huitième circonscription définie par le redécoupage de 1986 comptait 96 695 habitants, s'étendait sur 63,6 kilomètres carrés, et sa densité de population s'élevait à 1 520 habitants par kilomètre carré. La répartition démographique par canton de la huitième circonscription est donnée dans le tableau ci-dessous.
| Canton                    | 1999   | 2009   |
| ------------------------- | ------ | ------ |
| Cannes-Centre             | 26 550 | 29 467 |
| Cannes-Est                | 23 924 | 25 893 |
| Mandelieu-Cannes-Ouest    | 35 996 | 41 335 |
| Total redécoupage de 1986 | 86 470 | 96 695 |

### Composition actuelle
Le redécoupage des circonscriptions réalisé en 2010, en vigueur à partir des élections législatives de 2012, agrandit légèrement la taille de la huitième circonscription aux dépens de la septième circonscription du département. L'ordonnance no 2009-935 du 29 juillet 2009, votée par le Parlement le 21 janvier 2010, lui attribue la même composition cantonale qu'auparavant à laquelle elle ajoute une partie du canton de Vallauris-Antibes-Ouest. Cette partie correspond à la fraction de la commune de Vallauris située au nord de la ligne définie, « à partir de la limite de la commune de Cannes, par l'axe des voies ci-après : le boulevard de la Batterie, le boulevard Grandjean, le boulevard des Glaïeuls, le boulevard des Horizons, l'avenue Georges-Clemenceau, la montée des Mauruches, le chemin Lintier, le chemin des Clos, le chemin de Notre-Dame, le chemin du Devens puis une ligne continuant l'axe du chemin du Devens jusqu'à la limite de la commune d'Antibes ».
À la suite du redécoupage des cantons de 2014, les circonscriptions législatives ne sont plus composées de cantons entiers mais continuent à être définies selon les limites cantonales en vigueur en 2010. La huitième circonscription est ainsi composée des cantons et fractions de cantons suivants,, :
| Canton                         | Commune                                                                                      | Population |
| ------------------------------ | -------------------------------------------------------------------------------------------- | ---------- |
| Partie d'Antibes-1             | Vallauris (à titre indicatif : seule la partie nord est comprise dans la 8e circonscription) | 28 025     |
| Partie de Cannes-1             | Cannes (partie de la commune non comprise dans le canton de Cannes-2)                        | 33 881     |
| Cannes-2                       | Cannes (partie de la commune non comprise dans le canton de Cannes-1)                        | 39 374     |
| Partie de Mandelieu-la-Napoule | Mandelieu-la-Napoule                                                                         | 21 561     |
| Partie de Mandelieu-la-Napoule | Théoule-sur-Mer                                                                              | 1 362      |

La population totale de la circonscription est la suivante : 
| 2013    | 2019    | 2021    |
| ------- | ------- | ------- |
| 115 273 | 117 355 | 115 762 |

## Description historique et politique

### Historique des députations
| Législature | Début de mandat | Fin de mandat  | Député            | Parti politique | Observations |
| ----------- | --------------- | -------------- | ----------------- | --------------- | --- |
| IXe         | 23 juin 1988    | 1er avril 1993 | Louise Moreau     | UDF-AD          | Maire de Mandelieu-la-Napoule |
| Xe          | 2 avril 1993    | 21 avril 1997  | Louise Moreau     | UDF-AD          | Maire de Mandelieu-la-Napoule Mandat écourté à la suite d'une dissolution parlementaire décidée par Jacques Chirac.                        |
| XIe         | 12 juin 1997    | 5 février 2001 | Louise Moreau,    | UDF-AD,         | Maire de Mandelieu-la-Napoule. Elle décède le 5 février 2001. Remplacée par Bernard Brochand le 2 avril 2001 après une élection partielle. |
| XIe         | 2 avril 2001    | 18 juin 2002   | Bernard Brochand, | RPR,            | Maire de Mandelieu-la-Napoule. Elle décède le 5 février 2001. Remplacée par Bernard Brochand le 2 avril 2001 après une élection partielle. |
| XIIe        | 19 juin 2002    | 19 juin 2007   | Bernard Brochand  | UMP             | Maire de Cannes |
| XIIIe       | 20 juin 2007    | 19 juin 2012   | Bernard Brochand  | UMP             | Maire de Cannes |
| XIVe        | 20 juin 2012    | 20 juin 2017   | Bernard Brochand  | UMP → LR        | Maire de Cannes |
| XVe         | 21 juin 2017    | 21 juin 2022   | Bernard Brochand  | LR              | |
| XVIe        | 22 juin 2022    | 9 juin 2024    | Alexandra Martin  | LR-NE           | Conseillère départementale du canton de Cannes-2. Mandat écourté à la suite d'une dissolution parlementaire décidée par Emmanuel Macron.   |
| XVIIe       | 8 juillet 2024  | En cours       | Alexandra Martin  | LR-NE           | Conseillère départementale du canton de Cannes-2.                                                                                          |

### Élections de 1988
| Candidat       | Candidat                      | Parti          | Premier tour | Premier tour | Second tour | Second tour |  |
| Candidat       | Candidat                      | Parti          | Voix         | %            | Voix        | %           |  |
| -------------- | ----------------------------- | -------------- | ------------ | ------------ | ----------- | ----------- |  |
|                | Louise Moreau sortante réélue | UDF (AD) (URC) | 18 599       | 48,4         | 26 574      | 65,32       |  |
|                | Henri Rossi                   | PS             | 9 139        | 23,78        | 14 111      | 34,68       |  |
|                | Jean Boulangeot               | FN             | 8 066        | 20,99        | Retrait     | Retrait     |  |
|                | Ghislaine Picot               | PCF            | 2 160        | 5,62         |             |             |  |
|                | Michel Brun                   | Divers droite  | 460          | 1,2          |             |             |  |
|                |                               |                |              |              |             |             |  |
| Inscrits       | Inscrits                      | Inscrits       | 60 269       | 100,00       | 60 268      | 100,00      |  |
| Abstentions    | Abstentions                   | Abstentions    | 21 127       | 35,05        | 18 453      | 30,62       |  |
| Votants        | Votants                       | Votants        | 39 142       | 64,95        | 41 815      | 69,38       |  |
| Blancs et nuls | Blancs et nuls                | Blancs et nuls | 718          | 1,83         | 1 130       | 2,7         |  |
| Exprimés       | Exprimés                      | Exprimés       | 38 424       | 98,17        | 40 685      | 97,3        |  |

Anne-Marie Dupuy, maire RPR de Cannes, était la suppléante de Louise Moreau.

### Élections de 1993
| Candidat       | Candidat                      | Parti             | Premier tour | Premier tour | Second tour | Second tour |  |
| Candidat       | Candidat                      | Parti             | Voix         | %            | Voix        | %           |  |
| -------------- | ----------------------------- | ----------------- | ------------ | ------------ | ----------- | ----------- |  |
|                | Michel Mouillot               | diss. UDF         | 13 281       | 32,11        | 19 549      | 48,78       |  |
|                | Louise Moreau sortante réélue | UDF (AD)          | 12 337       | 29,83        | 20 525      | 51,22       |  |
|                | Albert Peyron                 | FN                | 7 948        | 19,22        | Retrait     | Retrait     |  |
|                | Jean-Patrick Léocard          | PS (ADFP)         | 2 639        | 6,38         |             |             |  |
|                | Nadia Loury                   | GÉ (EÉ)           | 1 690        | 4,09         |             |             |  |
|                | Ghislaine Picot               | PCF               | 1 618        | 3,91         |             |             |  |
|                | Paul Vogel                    | Divers écologiste | 885          | 2,14         |             |             |  |
|                | Yvan Angelac                  | LT-LNÉ            | 701          | 1,7          |             |             |  |
|                | Michel Brun                   | Divers droite     | 257          | 0,62         |             |             |  |
|                |                               |                   |              |              |             |             |  |
| Inscrits       | Inscrits                      | Inscrits          | 59 901       | 100,00       | 59 901      | 100,00      |  |
| Abstentions    | Abstentions                   | Abstentions       | 17 523       | 29,25        | 16 820      | 28,08       |  |
| Votants        | Votants                       | Votants           | 42 378       | 70,75        | 43 081      | 71,92       |  |
| Blancs et nuls | Blancs et nuls                | Blancs et nuls    | 1 022        | 2,41         | 3 007       | 6,98        |  |
| Exprimés       | Exprimés                      | Exprimés          | 41 356       | 97,59        | 40 074      | 93,02       |  |

Le suppléant de Louise Moreau était Christian Montagné, RPR, commerçant.

### Élections de 1997
| Candidat       | Candidat                      | Parti          | Premier tour | Premier tour | Second tour | Second tour |  |
| Candidat       | Candidat                      | Parti          | Voix         | %            | Voix        | %           |  |
| -------------- | ----------------------------- | -------------- | ------------ | ------------ | ----------- | ----------- |  |
|                | Albert Peyron                 | FN             | 10 153       | 27,63        | 12 988      | 35,82       |  |
|                | Louise Moreau sortante réélue | UDF (AD)       | 9 317        | 25,35        | 23 268      | 64,18       |  |
|                | Henri Leroy                   | Divers droite  | 4 433        | 12,06        |             |             |  |
|                | Jany Mossé                    | PRS            | 4 346        | 11,83        |             |             |  |
|                | Claude Meyffret               | PCF            | 2 255        | 6,14         |             |             |  |
|                | Didier Chérel                 | Les Verts      | 1 881        | 5,12         |             |             |  |
|                | Paul Vogel                    | Divers droite  | 1 877        | 5,11         |             |             |  |
|                | Robert Calmettes              | LDI (MPF)      | 1 008        | 2,74         |             |             |  |
|                | Albert Desenclos              | Divers droite  | 343          | 0,93         |             |             |  |
|                | Christiane Moulin             | Divers         | 306          | 0,83         |             |             |  |
|                | Jean-Pierre Villon            | MÉI            | 210          | 0,57         |             |             |  |
|                | Bruno Tassy                   | Divers droite  | 192          | 0,52         |             |             |  |
|                | Monique Le Brizoual           | Divers         | 175          | 0,48         |             |             |  |
|                | Olivier Reese                 | Extrême droite | 138          | 0,38         |             |             |  |
|                | Francois-Marie Lajaunie       | IR             | 81           | 0,22         |             |             |  |
|                | Michel Brun                   | Divers         | 33           | 0,09         |             |             |  |
|                |                               |                |              |              |             |             |  |
| Inscrits       | Inscrits                      | Inscrits       | 59 077       | 100,00       | 58 977      | 100,00      |  |
| Abstentions    | Abstentions                   | Abstentions    | 20 975       | 35,5         | 19 128      | 32,43       |  |
| Votants        | Votants                       | Votants        | 38 102       | 64,5         | 39 849      | 67,57       |  |
| Blancs et nuls | Blancs et nuls                | Blancs et nuls | 1 354        | 3,55         | 3 593       | 9,02        |  |
| Exprimés       | Exprimés                      | Exprimés       | 36 748       | 96,45        | 36 256      | 90,98       |  |

Louise Moreau est décédée le 5 février 2001.
Son suppléant, André-Charles Blanc, avocat, conseiller général du canton de Mandelieu-Cannes-Ouest, maire RPR de Théoule-sur-Mer, était décédé en novembre 1998.

### Élection partielle de 2001
| Candidat       | Candidat             | Parti          | Premier tour | Premier tour | Second tour | Second tour |  |
| Candidat       | Candidat             | Parti          | Voix         | %            | Voix        | %           |  |
| -------------- | -------------------- | -------------- | ------------ | ------------ | ----------- | ----------- |  |
|                | Bernard Brochand élu | RPR            | 9 392        | 42,98        | 12 041      | 65,09       |  |
|                | Gilles Cima          | UDF            | 4 355        | 19,93        | 6 458       | 34,91       |  |
|                | Albert Peyron        | FN             | 3 650        | 16,70        |             |             |  |
|                | Jany Mossé           | PRG            | 1 522        | 6,97         |             |             |  |
|                | Dominique Fellebeen  | Les Verts      | 1 369        | 6,26         |             |             |  |
|                | Claude Meyffret      | PCF            | 1 010        | 4,62         |             |             |  |
|                | Patrice Bruera       | CNIP           | 324          | 1,28         |             |             |  |
|                | Jean-Pierre Villon   | MÉI            | 229          | 1,05         |             |             |  |
|                | Michel Brun          | Divers         | 2            | 0,01         |             |             |  |
|                |                      |                |              |              |             |             |  |
| Inscrits       | Inscrits             | Inscrits       | 60 341       | 100,00       | 60 096      | 100,00      |  |
| Abstentions    | Abstentions          | Abstentions    | 38 091       | 63,13        | 39 981      | 66,53       |  |
| Votants        | Votants              | Votants        | 22 250       | 36,87        | 20 115      | 33,47       |  |
| Blancs et nuls | Blancs et nuls       | Blancs et nuls | 396          | 1,78         | 1 616       | 8,03        |  |
| Exprimés       | Exprimés             | Exprimés       | 21 854       | 98,22        | 18 499      | 91,97       |  |

### Élections de 2002
| Candidat       | Candidat                       | Parti             | Premier tour | Premier tour | Second tour | Second tour |  |
| Candidat       | Candidat                       | Parti             | Voix         | %            | Voix        | %           |  |
| -------------- | ------------------------------ | ----------------- | ------------ | ------------ | ----------- | ----------- |  |
|                | Bernard Brochand sortant réélu | UMP               | 16 260       | 42,93        | 22 605      | 72,17       |  |
|                | Jean-Pierre Malen              | FN                | 7 606        | 20,08        | 8 719       | 27,83       |  |
|                | Apolline Crapiz                | PS                | 5 495        | 14,51        |             |             |  |
|                | Gilles Cima                    | UDF               | 5 463        | 14,42        |             |             |  |
|                | Claude Meyffret                | PCF               | 885          | 2,34         |             |             |  |
|                | Gérald Tanniou                 | LT-LNÉ            | 328          | 0,87         |             |             |  |
|                | Jacques Ottl                   | MNR               | 305          | 0,81         |             |             |  |
|                | Carine Crouzet                 | Divers écologiste | 228          | 0,6          |             |             |  |
|                | Patricia Isnard                | Pôle républicain  | 225          | 0,59         |             |             |  |
|                | Jean-Pierre Villon             | MÉI               | 207          | 0,55         |             |             |  |
|                | Henri Cyvoct                   | LO                | 204          | 0,54         |             |             |  |
|                | Michèle Baussy-Cavignanello    | MHAN              | 170          | 0,45         |             |             |  |
|                | Nicolas-Simon de Kergunic      | Divers            | 154          | 0,41         |             |             |  |
|                | Pierre Courbis                 | Divers            | 113          | 0,3          |             |             |  |
|                | Roger Jour                     | Divers écologiste | 111          | 0,29         |             |             |  |
|                | Olivier Gounot                 | Divers            | 58           | 0,15         |             |             |  |
|                | Marie Della Martina            | IR                | 47           | 0,12         |             |             |  |
|                | Béatrice Lefebvre              | Divers            | 18           | 0,05         |             |             |  |
|                |                                |                   |              |              |             |             |  |
| Inscrits       | Inscrits                       | Inscrits          | 60 983       | 100,00       | 60 983      | 100,00      |  |
| Abstentions    | Abstentions                    | Abstentions       | 22 642       | 37,13        | 27 257      | 44,7        |  |
| Votants        | Votants                        | Votants           | 38 341       | 62,87        | 33 726      | 55,3        |  |
| Blancs et nuls | Blancs et nuls                 | Blancs et nuls    | 464          | 1,21         | 2 402       | 7,12        |  |
| Exprimés       | Exprimés                       | Exprimés          | 37 877       | 98,79        | 31 324      | 92,88       |  |

Le suppléant de Bernard Brochand était David Lisnard, commerçant à Cannes puis attaché parlementaire.

### Élections de 2007
| Candidat       | Candidat                       | Parti          | Premier tour | Premier tour | Second tour | Second tour |  |
| Candidat       | Candidat                       | Parti          | Voix         | %            | Voix        | %           |  |
| -------------- | ------------------------------ | -------------- | ------------ | ------------ | ----------- | ----------- |  |
|                | Bernard Brochand sortant réélu | UMP            | 17 081       | 42,6         | 18 299      | 54,97       |  |
|                | Henri Leroy                    | Divers droite  | 11 189       | 27,9         | 14 993      | 45,03       |  |
|                | Apolline Crapiz                | PS             | 4 776        | 11,91        |             |             |  |
|                | Lydia Schénardi                | FN             | 2 515        | 6,27         |             |             |  |
|                | Patrick Lafargue               | UDF–MoDem      | 2 287        | 5,7          |             |             |  |
|                | Sylvie Rolly                   | PCF            | 619          | 1,54         |             |             |  |
|                | Lionel Nussle                  | Les Verts      | 563          | 1,4          |             |             |  |
|                | Jean-Pierre Villon             | MÉI            | 465          | 1,16         |             |             |  |
|                | Henri Vincent-Viry             | MNR            | 202          | 0,5          |             |             |  |
|                | Henri Cyvoct                   | LO             | 186          | 0,46         |             |             |  |
|                | Ginette Barbarin               | Divers         | 123          | 0,31         |             |             |  |
|                | Michel Brun                    | Divers         | 93           | 0,23         |             |             |  |
|                |                                |                |              |              |             |             |  |
| Inscrits       | Inscrits                       | Inscrits       | 67 697       | 100,00       | 67 697      | 100,00      |  |
| Abstentions    | Abstentions                    | Abstentions    | 27 072       | 39,99        | 31 715      | 46,85       |  |
| Votants        | Votants                        | Votants        | 40 625       | 60,01        | 35 982      | 53,15       |  |
| Blancs et nuls | Blancs et nuls                 | Blancs et nuls | 526          | 1,29         | 2 690       | 7,48        |  |
| Exprimés       | Exprimés                       | Exprimés       | 40 099       | 98,71        | 33 292      | 92,52       |  |

Le suppléant de Bernard Brochand était David Lisnard, commerçant à Cannes puis attaché parlementaire.

### Élections de 2012
| Candidat       | Candidat                       | Parti          | Premier tour | Premier tour | Second tour | Second tour |  |
| Candidat       | Candidat                       | Parti          | Voix         | %            | Voix        | %           |  |
| -------------- | ------------------------------ | -------------- | ------------ | ------------ | ----------- | ----------- |  |
|                | Bernard Brochand sortant réélu | UMP            | 20 350       | 47,78        | 22 951      | 66,13       |  |
|                | Adrien Grosjean                | RBM (FN)       | 10 096       | 23,71        | 11 757      | 33,87       |  |
|                | Élisabeth Deborde              | EÉLV (PS)      | 8 997        | 21,13        |             |             |  |
|                | Sylvie Rolly                   | FG (PCF) (PG)  | 1 344        | 3,16         |             |             |  |
|                | Serge Gardien                  | MHAN           | 711          | 1,67         |             |             |  |
|                | Marlène Poirier                | DLR            | 553          | 1,30         |             |             |  |
|                | Jean-Pierre Villon             | AÉI            | 383          | 0,90         |             |             |  |
|                | Liliane Pecout                 | LO             | 154          | 0,36         |             |             |  |
|                |                                |                |              |              |             |             |  |
| Inscrits       | Inscrits                       | Inscrits       | 80 580       | 100,00       | 80 580      | 100,00      |  |
| Abstentions    | Abstentions                    | Abstentions    | 37 275       | 46,26        | 42 755      | 53,06       |  |
| Votants        | Votants                        | Votants        | 43 305       | 53,74        | 37 825      | 46,94       |  |
| Blancs et nuls | Blancs et nuls                 | Blancs et nuls | 717          | 1,66         | 3 117       | 8,24        |  |
| Exprimés       | Exprimés                       | Exprimés       | 42 588       | 98,34        | 34 708      | 91,76       |  |

Le suppléant de Bernard Brochand était David Lisnard.

### Élections de 2017
|                                                                                  | |                           |                           |                          |                          |
|                                                                                  | | Premier tour 11 juin 2017 | Premier tour 11 juin 2017 | Second tour 18 juin 2017 | Second tour 18 juin 2017 |
|                                                                                  | |                           |                           |                          |                          |
|                                                                                  | | Nombre                    | % des inscrits            | Nombre                   | % des inscrits           |
| Inscrits                                                                         | Inscrits                                                                                                | 81 989                    | 100,00                    | 81 987                   | 100,00                   |
| Abstentions                                                                      | Abstentions                                                                                             | 45 439                    | 55,42                     | 48 942                   | 59,69                    |
| Votants                                                                          | Votants                                                                                                 | 36 550                    | 44,58                     | 33 045                   | 40,31                    |
|                                                                                  | |                           | % des votants             |                          | % des votants            |
| Bulletins blancs                                                                 | Bulletins blancs                                                                                        | 515                       | 1,41                      | 1 976                    | 5,98                     |
| Bulletins nuls                                                                   | Bulletins nuls                                                                                          | 149                       | 0,41                      | 605                      | 1,83                     |
| Suffrages exprimés                                                               | Suffrages exprimés                                                                                      | 35 886                    | 98,18                     | 30 464                   | 92,19                    |
|                                                                                  | |                           |                           |                          |                          |
| Candidat Étiquette politique (partis et alliances)                               | Candidat Étiquette politique (partis et alliances)                                                      | Voix                      | % des exprimés            | Voix                     | % des exprimés           |
|                                                                                  | |                           |                           |                          |                          |
|                                                                                  | Philippe Buerch La République en marche                                                                 | 11 199                    | 31,21                     | 13 061                   | 42,87                    |
|                                                                                  | Bernard Brochand (député sortant) Les Républicains (Union des démocrates et indépendants)               | 10 919                    | 30,43                     | 17 403                   | 57,13                    |
|                                                                                  | Anne Kessler Front national                                                                             | 7 363                     | 20,52                     |                          |                          |
|                                                                                  | Maddy Vard La France insoumise                                                                          | 2 264                     | 6,31                      |                          |                          |
|                                                                                  | Fabien Torres Europe Écologie Les Verts                                                                 | 675                       | 1,88                      |                          |                          |
|                                                                                  | Antoine Babu Parti socialiste                                                                           | 664                       | 1,85                      |                          |                          |
|                                                                                  | Daniel Kahn Écologiste (Mouvement écologiste indépendant - Le Trèfle - Mouvement hommes animaux nature) | 539                       | 1,50                      |                          |                          |
|                                                                                  | Pamela Biatour Debout la France                                                                         | 530                       | 1,48                      |                          |                          |
|                                                                                  | David Bayle Divers droite (Centre national des indépendants et paysans)                                 | 414                       | 1,15                      |                          |                          |
|                                                                                  | Christine Schouver Parti communiste français                                                            | 388                       | 1,08                      |                          |                          |
|                                                                                  | Virginie Despeghel Écologiste (Parti animaliste)                                                        | 374                       | 1,04                      |                          |                          |
|                                                                                  | Jean-Pierre Villon Écologiste (Mouvement 100 % - Alliance écologiste indépendante)                      | 228                       | 0,64                      |                          |                          |
|                                                                                  | Denise Grison Divers (Union populaire républicaine)                                                     | 163                       | 0,45                      |                          |                          |
|                                                                                  | Liliane Pecout Lutte ouvrière                                                                           | 119                       | 0,33                      |                          |                          |
|                                                                                  | Anne Lempereur Divers (La France a des Elles)                                                           | 47                        | 0,13                      |                          |                          |
| Source : Ministère de l'Intérieur - Huitième circonscription des Alpes-Maritimes | |                           |                           |                          |                          |

Le suppléant de Bernard Brochand était David Lisnard.

### Élections de 2022
| Résultats des élections législatives des 12 et 19 juin 2022 de la 8e circonscription des Alpes-Maritimes |                          |                          |                          |              |              |             |             |
| Candidat                                                                                                 | Candidat                 | Parti et coalition       | Nuance                   | Premier tour | Premier tour | Second tour | Second tour |
| Candidat                                                                                                 | Candidat                 | Parti et coalition       | Nuance                   | Voix         | %            | Voix        | %           |
| | Alexandra Martin         | LR (UDC)                 | LR                       | 12 144       | 33,40        | 21 547      | 69,27       |
| | Jean-Valéry Desens       | H (ENS)                  | ENS                      | 7 080        | 19,47        | 9 557       | 30,73       |
| | Dorette Landerer         | RN                       | RN                       | 6 766        | 18,61        |             |             |
| | Lucia Soudant            | LFI (NUPES)              | NUP                      | 4 506        | 12,39        |             |             |
| | Adrien Grosjean          | REC                      | REC                      | 3 481        | 9,58         |             |             |
| | Marie Bibiano            | LMPA (TUPV)              | ECO                      | 658          | 1,81         |             |             |
| | Adélia Martins           | DLF (UPF)                | DSV                      | 621          | 1,71         |             |             |
| | Chantal Hamonet          | EAC                      | ECO                      | 504          | 1,39         |             |             |
| | Chantal Fontanesi        | PA                       | ECO                      | 272          | 0,75         |             |             |
| | Marie-José Pereira       | LO                       | DXG                      | 163          | 0,45         |             |             |
| | Damien Dubois            | POID                     | DXG                      | 89           | 0,24         |             |             |
| | Bernard Claudel          | SE                       | DIV                      | 72           | 0,20         |             |             |
| Votes valides                                                                                            | Votes valides            | Votes valides            | Votes valides            | 36 355       | 98,71        | 31 104      | 93,53       |
| Votes blancs                                                                                             | Votes blancs             | Votes blancs             | Votes blancs             | 364          | 0,99         | 1 736       | 5,22        |
| Votes nuls                                                                                               | Votes nuls               | Votes nuls               | Votes nuls               | 110          | 0,30         | 415         | 1,25        |
| Total | Total                    | Total                    | Total                    | 36 829       | 100          | 33 255      | 100         |
| Abstention                                                                                               | Abstention               | Abstention               | Abstention               | 47 468       | 56,31        | 51 053      | 60,56       |
| Inscrits / participation                                                                                 | Inscrits / participation | Inscrits / participation | Inscrits / participation | 84 297       | 43,69        | 84 308      | 39,44       |

Le suppléant d'Alexandra Martin était David Lisnard.

### Elections de 2024
| Résultats des élections législatives des 30 juin et 7 juillet 2024 de la 8e circonscription des Alpes-Maritimes |                          |                          |                          |              |              |             |             |
| Candidat | Candidat                 | Parti et coalition       | Nuance                   | Premier tour | Premier tour | Second tour | Second tour |
| Candidat | Candidat                 | Parti et coalition       | Nuance                   | Voix         | %            | Voix        | %           |
| | Dorette Landerer         | RN                       | RN                       | 23 010       | 42,74        | 25 278      | 47,43       |
| | Alexandra Martin         | LR                       | LR                       | 15 284       | 28,39        | 28 012      | 52,57       |
| | Lucia Soudant            | LFI (NFP)                | UG                       | 7 837        | 14,56        |             |             |
| | Mike Castro Demaria      | RE (ENS)                 | ENS                      | 6 508        | 12,09        |             |             |
| | Anne Itty                | ÉAC                      | ECO                      | 950          | 1,76         |             |             |
| | Marie-José Pereira       | LO                       | EXG                      | 181          | 0,34         |             |             |
| | Christophe Neutzler      | GDF                      | DIV                      | 66           | 0,12         |             |             |
| |                          |                          |                          |              |              |             |             |
| Votes valides                                                                                                   | Votes valides            | Votes valides            | Votes valides            | 53 836       | 98,47        | 53 290      | 97,89       |
| Votes blancs | Votes blancs             | Votes blancs             | Votes blancs             | 581          | 1,06         | 906         | 1,66        |
| Votes nuls | Votes nuls               | Votes nuls               | Votes nuls               | 257          | 0,47         | 240         | 0,44        |
| Total | Total                    | Total                    | Total                    | 54 674       | 100          | 54 436      | 100         |
| Abstention | Abstention               | Abstention               | Abstention               | 29 740       | 35,23        | 29 965      | 35,50       |
| Inscrits / participation                                                                                        | Inscrits / participation | Inscrits / participation | Inscrits / participation | 84 414       | 64,77        | 84 401      | 64,50       |

Le suppléant d'Alexandra Martin est David Lisnard

#### Élections européennes de 2024
Pour rappel : dans la huitième des neuf circonscriptions des  Alpes-Maritimes, les élections législatives de 2024 se déroulent dans le contexte du résultat aux élections européennes suivant : 
- Rassemblement national (Extrême droite - ID) : 16 672 (38,53 %)
- Renaissance (Centristes et libéraux) : 5 650 (13,06 %)
- Les Républicains (Conservateurs) : 5 021 (11,6 %)
- Reconquête ! (Extrême droite - ECR) : 4 808 (11,11 %)
- La France insoumise (Gauche radicale) : 3 414 (7,89 %)